# Alfonso Visconti (condottiero)
Alfonso Visconti (... – Milano, 1520) è stato un nobile e condottiero italiano, II conte di Saliceto.

## Biografia
Era figlio di Pier Francesco Visconti, I conte di Saliceto, e di Eufrosina Barbarvara.
Venne creato cavaliere da Ludovico il Moro nel 1491 e dallo stesso duca confermato nei feudi ereditati dal padre nel 1496. Nel 1499, all'arrivo dei Francesi a Milano, Alfonso si schierò con loro, abbandonando gli Sforza. Ottenne favori dal re di Francia e nel 1510 venne creato senatore. Nel 1513 quando Massimiliano Sforza recuperò lo stato di Milano, Alfonso Visconti venne incarcerato a Pavia per breve tempo. Nel 1515, al ritorno in Italia di Francesco I di Francia, Alfonso venne scelto per andare a complimentarsi con l'invasore assieme a Gianstefano Castiglioni, Cesare Birago e Ludovico Vimercati.
Morì nel 1520.

## Discendenza
Sposò Antonia Gonzaga, figlia del conte Gianfrancesco Gonzaga e di Antonia del Balzo, dalla quale ebbe nove figli:
- Giambattista
- Ercole
- Emilia, sposò Ippolito del Maino
- Giulia, sposò Carlo Scaramuzza Visconti
- Anna, sposò Cesare Doria
- Annibale (?-dopo 1547), III conte di Saliceto
- Pier Francesco (?-1566)
- Alfonso
- Eufrosina (1511-?), sposò Uberto Pallavicino, marchese di Zibello

## Omaggi poetici e letterari
Il poeta Matteo Bandello ha dedicato ad Alfonso Visconti la Novella III della Seconda parte (1554).